# Jessy Deminguet
Jessy Deminguet (Caen, 7 gennaio 1998) è un calciatore francese, centrocampista del Metz.

## Caratteristiche tecniche
È un centrocampista centrale.